# Anzac e lo Luguèt
Antiac dau Luguet és un municipi francès situat al departament del Puèi Domat i a la regió d'Alvèrnia-Roine-Alps. L'any 2007 tenia 202 habitants.

## Demografia

### Població
El 2007 la població de fet d'Anzat-le-Luguet era de 202 persones. Hi havia 95 famílies de les quals 35 eren unipersonals (9 homes vivint sols i 26 dones vivint soles), 30 parelles sense fills, 26 parelles amb fills i 4 famílies monoparentals amb fills.
La població ha evolucionat segons el següent gràfic:
Habitants censats

### Habitatges
El 2007 hi havia 252 habitatges, 99 eren l'habitatge principal de la família, 105 eren segones residències i 48 estaven desocupats. 247 eren cases i 5 eren apartaments. Dels 99 habitatges principals, 84 estaven ocupats pels seus propietaris, 6 estaven llogats i ocupats pels llogaters i 9 estaven cedits a títol gratuït; 6 tenien una cambra, 17 en tenien dues, 24 en tenien tres, 27 en tenien quatre i 25 en tenien cinc o més. 47 habitatges disposaven pel capbaix d'una plaça de pàrquing. A 36 habitatges hi havia un automòbil i a 40 n'hi havia dos o més.

### Piràmide de població
La piràmide de població per edats i sexe el 2009 era:
| Homes | Edats   | Dones |
| ----- | ------- | ----- |
| 0     | 95 o +  | 0     |
| 4     | 90 a 94 | 0     |
| 0     | 85 a 89 | 12    |
| 4     | 80 a 84 | 0     |
| 4     | 75 a 79 | 12    |
| 8     | 70 a 74 | 4     |
| 0     | 65 a 69 | 12    |
| 16    | 60 a 64 | 0     |
| 8     | 55 a 59 | 4     |
| 28    | 50 a 54 | 8     |
| 16    | 45 a 49 | 12    |
| 0     | 40 a 44 | 12    |
| 8     | 35 a 39 | 4     |
| 8     | 30 a 34 | 0     |
| 16    | 25 a 29 | 12    |
| 0     | 20 a 24 | 8     |
| 8     | 15 a 19 | 4     |
| 0     | 10 a 14 | 4     |
| 4     | 5 a 9   | 4     |
| 8     | 0 a 4   | 0     |

## Economia
El 2007 la població en edat de treballar era de 115 persones, 74 eren actives i 41 eren inactives. De les 74 persones actives 73 estaven ocupades (46 homes i 27 dones) i 1 aturada (1 home). De les 41 persones inactives 26 estaven jubilades, 4 estaven estudiant i 11 estaven classificades com a «altres inactius».

### Ingressos
El 2009 a Anzat-le-Luguet hi havia 92 unitats fiscals que integraven 179 persones, la mediana anual d'ingressos fiscals per persona era de 11.067 €.

### Activitats econòmiques
Dels 5 establiments que hi havia el 2007, 1 era d'una empresa de fabricació d'altres productes industrials, 1 d'una empresa de construcció, 2 d'empreses d'hostatgeria i restauració i 1 d'una empresa immobiliària.
L'únic servei als particulars que hi havia el 2009 era un restaurant.
L'únic establiment comercial que hi havia el 2009 era una fleca.
L'any 2000 a Anzat-le-Luguet hi havia 53 explotacions agrícoles que ocupaven un total de 3.116 hectàrees.

## Equipaments sanitaris i escolars
El 2009 hi havia una escola elemental.

## Poblacions més properes
El següent diagrama mostra les poblacions més properes.